# Hospes scutellaris
Hospes scutellaris är en skalbaggsart som beskrevs av Hintz 1919. Hospes scutellaris ingår i släktet Hospes och familjen långhorningar. Inga underarter finns listade i Catalogue of Life.